# Religioni in Turchia
L'islam è la religione maggioritaria in Turchia. Secondo il governo, i musulmani sono il 99% della popolazione, ma le stime ufficiali considerano musulmano ogni cittadino nato da genitori che non appartengono ad una minoranza religiosa, per cui altre stime danno risultati diversi. Stime del Pew Research Center riferite al 2010 danno i musulmani al 98% della popolazione, mentre il 2% della popolazione professa altre religioni, fra cui il cristianesimo e l'ebraismo. Secondo stime dell'Association of Religion Data Archives (ARDA) riferite al 2015, i musulmani rappresentano il 98,3% della popolazione, coloro che non seguono alcuna religione l'1,1% della popolazione, i cristiani lo 0,3% della popolazione e coloro che seguono altre religioni lo 0,3% della popolazione. Una ricerca del 2018 della KONDA, una compagnia turca specializzata in sondaggi d'opinione, dà i musulmani al 94% della popolazione, coloro che non seguono alcuna religione al 5% della popolazione (di cui il 3% sono atei), i cristiani allo 0,2% della popolazione e coloro che seguono altre religioni allo 0,8% della popolazione.
La costituzione stabilisce la separazione fra stato e religione, riconosce la libertà religiosa e proibisce le discriminazioni religiose. La costituzione prevede l'istituzione del Diyanet, una struttura attraverso cui lo stato coordina le questioni islamiche, tra cui l’amministrazione delle moschee. Le organizzazioni religiose devono registrarsi per avere il riconoscimento legale dei loro luoghi di culto; è vietato tenere servizi religiosi in un luogo non riconosciuto come luogo di culto. Nelle scuole pubbliche, l'insegnamento della religione islamica è obbligatorio dalla quarta elementare; solo i cristiani e gli ebrei possono chiedere l'esenzione dalle lezioni di religione. Nelle carte d'identità è previsto uno spazio per l'indicazione della religione, con la possibilità di indicare la religione musulmana, cristiana, ebraica, indù, buddhista, confuciana, taoista, zoroastriana o nessuna religione. Il servizio militare è obbligatorio e non è consentita l'obiezione di coscienza.

## Religioni presenti

### Islam
La maggior parte dei musulmani turchi sono sunniti, con una forte presenza di sciiti; secondo stime dell'ARDA, i primi rappresentano circa l'83,8% della popolazione e i secondi il 14,5%. I sunniti sono in maggioranza hanafiti, mentre il gruppo degli sciiti comprende aleviti, jafariti e alauiti. Sono presenti anche minoranze di sufi e coranisti.

### Cristianesimo
La maggior parte dei cristiani turchi sono ortodossi e ortodossi orientali; seguono i cattolici e infine i protestanti, che rappresentano una minoranza. Fra i cristiani di altre denominazioni, sono presenti i Testimoni di Geova e un piccolo gruppo di seguaci della Chiesa di Gesù Cristo dei Santi degli Ultimi Giorni (i Mormoni). 

### Altre religioni
In Turchia sono presenti ebrei, bahai, yazidi e seguaci del tengrismo, l'antica religione turca. Vi sono anche immigrati di origine asiatica che seguono il buddhismo, l'induismo e la religione tradizionale cinese.